# Хопа
Хопа (на турски: Hopa; на грузински: ხოფა; на арменски: Արտուին) е град в Турция. Той е административен център на околия Хопа. Разположен е на 0 – 50 метра надморска височина, край брега на Черно море. Според оценки на Статистическия институт на Турция към 31 декември 2019 г. населението на града е 21 392 души.